# Thriller (gen)
Thriller-ul (de la verbul englez to thrill = a da fiori) este un gen artistic întâlnit în literatură, cinematografie și producții de televiziune, care folosește suspansul, tensiunea și emoția ca elemente principale. Thrillerele stimulează puternic starea de spirit a privitorului, oferindu-i un nivel ridicat de anticipare, așteptări extreme, incertitudine, surpriză, anxietate și / sau teroare. Filmele din acest gen implică un ritm alert și prin acțiune și suspans sunt adevărate generatoare de adrenalină.

## Descriere
Un thriller oferă emoții bruște, agitație și adrenalină care de fapt conduc povestirea, uneori subtil, cu tensiuni urmate de calm, uneori cu  un ritm amețitor. Publicul este ținut în suspans în timp ce intriga se construiește spre un punct culminant. Sunt utilizate preponderent tehnici literare, cum ar fi „perdele de fum”, intrigi și momente dramatice. Un thriller este de obicei un complot ticălos, care ridică obstacole pe care protagonistul trebuie să le depășească.

## Subgenuri
Subgenuri comune sunt thrillerele psihologice, thrillerele cu crime - polițiste, thrillerele erotice, thrillere de mister sau thrillerele de spionaj. Exemple de succes sunt filmele lui Alfred Hitchcock. Genurile de groază și cele de acțiune de multe ori se suprapun cu thriller-ul. Thrillerele tind să fie psihologice, amenințătoare, misterioase și uneori implica infracțiuni: spionaj, terorism și conspirație.

## Film
Scenaristul și cercetătorul Eric R. Williams identifică unsprezece super-genuri în taxonomia sa a scenariștilor, susținând că toate filmele narative de lungmetraj pot fi clasificate după aceste super-genuri. Aceste 11 super-genuri sunt de acțiune, polițist, fantastic, groază, romantism, științifico-fantastic, slice of life, sport, thriller, război și western.
Regizori care au creat (și) filme thriller:
- Danny Boyle
- James Cameron
- D. J. Caruso
- Henri-Georges Clouzot
- Joel and Ethan Coen
- Brian De Palma
- Ted Dekker
- Jonathan Demme
- David Fincher
- John Frankenheimer
- William Friedkin
- Tony Gilroy
- Alfred Hitchcock
- Gregory Hoblit
- Stephen Hopkins
- John Huston
- Peter Jackson
- Philip Kaufman
- Stanley Kubrick
- Michael Mann
- Christopher McQuarrie
- John McTiernan
- Christopher Nolan
- Phillip Noyce
- Neeraj Pandey
- Park Chan-wook
- Wolfgang Petersen
- Roman Polanski
- Sydney Pollack
- Carol Reed
- Joel Schumacher
- Martin Scorsese
- Ridley Scott
- Tony Scott
- S. Shankar
- M. Night Shyamalan
- Don Siegel
- Steven Soderbergh
- Steven Spielberg
- Quentin Tarantino
- Tom Tykwer
- Denis Villeneuve
- Orson Welles
- Billy Wilder
- Upendra
- Joel Edgerton